# Cascavel EC
Cascavel Esporte Clube – brazylijski klub piłkarski z siedzibą w mieście Cascavel leżącym w stanie Paraná.

## Sukcesy
- Mistrz stanu Paraná: 1980

## Historia
Cascavel założony został 19 stycznia 1979 roku. W 1986 wystąpił w I lidze brazylijskiej (Campeonato Brasileiro Série A), gdzie na 80 klubów zajął 75 pozycję.
Klub zakończył istnienie 17 grudnia 2001, gdy połączył się z klubem Sorec Cascavel tworząc nowy klub - Cascavel Clube Recreativo.